# Chloroclystis turgidata
Chloroclystis turgidata är en fjärilsart som beskrevs av Walker 1866. Chloroclystis turgidata ingår i släktet Chloroclystis och familjen mätare. Inga underarter finns listade i Catalogue of Life.